# Jozef Arbeiderkerk (Huls)
De Jozef Arbeiderkerk was een kerkgebouw in Huls in de Nederlands Zuid-Limburgse gemeente Simpelveld. De kerk stond aan de hoofdweg door Huls van Simpelveld naar Ubachsberg/Imstenrade en stond op het hoogste punt van het gehucht.
Het gebouw was opgetrokken in baksteen en bestond uit een zaalkerk met zadeldak en een apsis.
De kerk was gewijd aan Sint-Jozef Arbeider.

## Geschiedenis
Eerstens stond er een H. Hartbeeld met een kleine kapel in het gehucht.
Rond 1950 was er in Huls behoefte aan een tweede kapel. De oudere inwoners van het boven op een hoge heuvel gelegen gehucht wilden liever een eigen kerk. Huls was te klein voor een rectoraat. Uiteindelijk besloot men om op eigen kosten van de gemeenschap een hulpkerk te bouwen binnen de parochie van Simpelveld.
In 1954 had men het geld bij elkaar gebracht.
In de periode 1955-1956 werd de kerk gebouwd en ingezegend op 20 september 1956.
De hulpkerk is per 1 januari 2012 aan de eredienst onttrokken en is in februari 2018 volledig gesloopt.